# PyCon
 (juillet 2022).
Si vous disposez d'ouvrages ou d'articles de référence ou si vous connaissez des sites web de qualité traitant du thème abordé ici, merci de compléter l'article en donnant les références utiles à sa vérifiabilité et en les liant à la section « Notes et références ».
 (juillet 2022).
PyCon, de la contraction de l'anglais Python Conference, est une série de congrès qui traitent du langage de programmation Python, avec une coordination par la Python Software Foundation qui gère la "marque" PyCon. Les conférences locales partagent une même communauté d'esprit de diffusion de la connaissance et doivent respecter un code de conduite et être organisée sans objectif commercial. On y retrouve en général à la fois des conférences et des ateliers de formations,.
La première édition de PyCon US a lieu en 2003 aux États-Unis. C'est la plus importante convention annuelle de discussion et promotion du langage de programmation Python,. Depuis, le modèle se diffuse progressivement dans d'autres pays à travers le monde. Près de 50 pays accueillent leur propre édition,. C’est l’une des premières conférences à développer et adhérer à un code de conduite. 
La première PyCon en langue française est organisée par l'Association Francophone Python (AFPy) en 2008 à la Cité des Sciences à Paris. Elle fait suite aux Journées Python Francophones de 2007 organisées par la même association et au même endroit.

## Lieux des congrès
Des conférences PyCon sont organisées dans de nombreux territoires, comme les États-Unis (et Canada), le Brésil, l'Europe ou la France.

### France
L'édition 2024 de la PyCon FR a eu lieu du 31 octobre au 3 novembre 2024 à Strasbourg et proposait à la fois des développements participatifs les 31 octobre et 1er novembre, puis des ateliers et des conférences les 2 et 3 novembre.
Dans la continuité de son code de conduite, l'AFPy propose un rapport de transparence suite à chaque édition (voir celui de 2024).

### Congrès SciPy
Certains congrès sont orientés vers le domaine scientifique et font notamment la promotion de SciPy.
- États-Unis (SciPy)
- Europe (EuroSciPy)
- Inde (SciPy India)

### Autres événements similaires
D’autres groupes tels que PyLadies, PyData et Django Girl organisent des évènements similaires.

## Personnalités
Guido van Rossum, le créateur du langage de programmation Python assiste régulièrement à la PyCon US. 